# Tom Grunfeld
A. Tom Grunfeld is een Amerikaans historicus en oriëntalist.

## Studie en loopbaan
Grunfeld behaalde zijn bachelor in 1972 aan de State University of New York (SUNY) in Old Westbury en zijn master in 1973 in geschiedenis van China aan de School of Oriental and African Studies in Londen. In 1985 behaalde hij zijn Ph.D in moderne geschiedenis van China aan de SUNY.
Grunfeld kwam in aanmerking voor talrijke reis- en studiebeurzen, onder andere van de National Endowment for the Humanities in 1984, de Research Foundation of the City University of New York in 1985 en van de SUNY en de Ford Foundation in 1993.
Grunfeld is hoogleraar aan het Empire State College in Albany dat deel uitmaakt van de State University of New York. Hij is gespecialiseerd in de moderne geschiedenis van Azië en in het bijzonder in de moderne geschiedenis van China en die van Tibet. Hij wordt vaak gevraagd te commentariëren op de BBC en CNN.

## Kritiek
Grunfeld staat bekend als een China-georiënteerd schrijver inzake Tibet; hij zou vooral bronmateriaal hebben gebruikt dat afkomstig is van instellingen van de Chinese regering. Jamyang Norbu beweert dat Simon Leys beweert dat Grunfeld vrijwillig lid is geweest van de US-China Peoples Friendship Association. 
In The making of modern Tibet maakt Grunfeld verschillende zware verwijten naar het oude Tibet van voor de invasie in 1950 door het Chinese leger, terwijl er volgens John Powers, schrijver van History as Propaganda, geen indicaties zijn dat Grunfeld Tibet heeft bezocht voor of na de invasie, noch heeft gesproken met Tibetaanse vluchtelingen. Daarnaast kan hij Tibetaans lezen noch schrijven en vertelt hij in zijn werken over geen enkele eigen ervaring.